# Joaquim Pedro Salgado Filho
Joaquim Pedro Salgado Filho (Porto Alegre, 2 de julio de 1888 — São Francisco de Assis, 30 de julio de 1950) fue un magistrado y político brasileño.

## Biografía
Apoyó a Getúlio Vargas en la Revolución de 1930, actuando en la policía del Distrito Federal (1930 — 1932), después fue ministro de Trabajo (1932 — 1934), diputado federal (1935 — 1937), fue el primer titular del Ministerio de Aeronáutica (1941 — 1945) y también senador (1947 — 1950). 
Desde 1948 hasta su muerte fue presidente del Partido Trabalhista Brasileiro.
Falleció el 30 de julio de 1950, cuando el avión Lockheed Lodestar, perteneciente a la empresa SAVAG, en el que se trasladaba se estrelló cerca de São Francisco de Assis, en Río Grande del Sur. Las 10 personas a bordo del avión fallecieron en el accidente.
El Aeropuerto Internacional Salgado Filho de Porto Alegre lleva su nombre en homenaje a su persona.